# 요시다 요시오
요시다 요시오(일본어: 吉田 義男, 1933년 7월 26일~2025년 2월 3일)는 일본의 전 프로 야구 선수이자 야구 지도자, 야구 해설가·평론가이다. 교토부 교토시 나카교구 출신이며 현역 시절 포지션은 내야수였다.
우시와카마루라는 별명이 불릴 정도로 현역 시절에 견실한 수비 플레이로 ‘수비의 달인’으로 알려져 있으며 은퇴 후에는 3차례에 걸쳐서 한신 타이거스의 감독을 맡아 창단 이후 처음으로 일본 시리즈 우승을 이끈 감독으로도 알려져 있다.

## 인물

### 선수 시절
리쓰메이칸 대학을 중퇴, 1953년에 오사카 타이거스에 입단하여 유격수라는 보직으로 준족과 호수비를 보여주는 등 1년차부터 16년간 팀의 주전으로서 활약을 했다. 투구와 타석은 우투우타. 프로 2년차인 1954년에 시즌 최다인 51개의 도루를 기록하면서 데뷔 첫 타이틀인 도루왕을 차지했으며, 이듬해인 1955년에는 147개의 시즌 최다 안타를 기록, 1956년에는 50개의 시즌 최다 도루를 기록하는 등 2년 만에 다시 도루왕을 차지하였다.
1959년에는 시즌 전 경기인 130경기에 모두 출전했고 1962년에는 팀이 리그 우승을 차지하며 리그 우승 달성에 큰 기여를 했는데 같은해 일본 시리즈에서는 퍼시픽 리그 우승 팀인 도에이 플라이어스와 상대하면서 홈런을 기록한 공로로 감투상을 수상했다.
1964년에는 본인으로서는 유일한 기록인 3할대의 타율(.318)을 기록하여 투고타저인 당시로서는 기적이라고 말해지는 179타석 연속 무삼진이라는 기록을 달성함과 동시에 팀의 리그 우승에 기여했다. 이것은 1975년에 오가와 도루가 경신할 때까지의 프로 야구 기록이었다(센트럴 리그의 기록은 1978년 후지타 다이라에 의해서 기록이 경신될 때까지 그대로 존속되었다).
1969년에는 코치 겸임으로 있으면서 같은 포지션을 갖고 있는 후지타 다이라의 활약상을 끝까지 지켜보는 등 같은 해 현역 생활을 은퇴함과 동시 코치직에서도 물러났고 구단에도 남지 않았다. 이것에 대해 요시다는 추계 스프링 캠프에서 구단 사장으로부터 무라야마 미노루의 감독 취임을 전해들었을 당시에 “무라야마에게 협력해 주었으면 한다”라고 요청되었지만 그 후 구단 사장으로부터 은퇴를 권유받았다고 한다. 이 때 구단을 양분할 정도의 무라야마와의 대립과 갈등이 일어났고 현역 시절의 등번호 23번은 요시다의 현역 은퇴 후에 붙인 선수는 한 명도 없었다. 그 후 1987년에는 한신의 영구 결번으로 제정되었다.

### 평론가 시절
그 후 후지 TV·간사이 TV 야구 해설위원(1970년 ~ 1984년, 다만 한신 감독 시절인 1975년 ~ 1977년을 제외하다)으로서 1984년까지 방송에 출연했다. 당시 후지 TV 아나운서였던 이와사 도루와는 그 후에도 친분을 쌓았고 몇 차례나 야구 중계를 할 때 같이 출연하기도 했다.
두 번째의 후지 TV, 간사이 TV 해설위원 시절인 1978년 ~ 1984년에는 프로 야구 뉴스의 해설을 담당하고 있었다.

### 감독 시절
1975년에는 친정팀인 한신에 복귀하여 가네다 마사야스의 뒤를 이은 형태로 정식 취임해 감독으로서는 이례적으로 등번호 1번을 붙이게 되었다(메이저 리그의 빌리 마틴을 그대로 모방했다). 그 해에 한신의 라이벌인 요미우리 자이언츠가 성적 부진으로 침체를 겪고 있는 와중에 처음으로 홈런왕 타이틀을 석권한 다부치 고이치 등의 활약에 의해 시즌 후반까지 히로시마 도요 카프와 주니치 드래건스와의 리그 우승을 놓고 경쟁했지만 결국 9월에는 우승 경쟁에 밀리면서 3위로 시즌을 마쳤다. 취임할 당시에 “달리는 팀으로 합니다”라는 포부를 밝혔지만 시즌이 끝나는 시점에서 양대 리그가 출범한 이후 당시 최저 기록이었던 31개의 도루라는 불명예스러운 기록을 남기게 되었다. 같은 해 시즌 종료 후 난카이 호크스와의 트레이드로 에나쓰 유타카의 방출을 포함하는 대형 트레이드를 강행했다.
1977년에는 다부치의 타격 부진과 팀내 투수진이 침체되면서 승률이 5할대로 넘기지 못한 채 4위에 머무르면서 그 해에는 감독직에서 물러났다. 이후 후지 TV 등 야구 해설위원으로 있다가 1984년 시즌 종료 후 전임 감독이었던 안도 모토오의 사임으로 다시 한신의 감독으로 복귀했다.
이듬해인 1985년에는 랜디 바스, 오카다 아키노부, 마유미 아키노부, 가케후 마사유키 등 주전 선수들의 맹활약으로 팀의 센트럴 리그 우승을 이끌었고, 같은 해 일본 시리즈인 세이부 라이온스와의 맞대결에서 4승 2패의 성적을 기록, 구단 창단 이후 처음으로 일본 시리즈 우승을 제패했다. 1986년에는 종합 순위 3위를 기록, 1987년에는 41승 6무 83패라는 저조한 성적(6위)을 기록하여 감독직에서 사임했다.
1997년에는 10년 만에 한신 감독으로 복귀했지만 계속되는 성적 부진으로 침체를 겪다가 이듬해인 1998년 시즌 종료 후 감독직에서 물러났다.

### 그 후
1989년에는 프랑스로 건너가 야구 연수를 받았으며, 이후 1990년부터 1995년까지 프랑스 야구 국가대표팀의 감독을 역임, 1992년 바르셀로나 올림픽과 1996년 애틀랜타 올림픽에 프랑스 야구 국가대표팀의 감독을 맡았다. 그 후 아사히 방송·닛칸 스포츠의 야구 해설위원으로 활동하였으며, 2001년에는 현역을 은퇴한 선수들로 구성된 프로 야구 마스터스 리그(プロ野球マスターズリーグ)인 ‘오사카 로만스’(大阪ロマンズ)감독으로 취임하면서 2007년까지 활동했다.
한신 감독 시절인 1985년에는 팀의 센트럴 리그 우승과 일본 시리즈 우승을 동시에 이끈 공로로 일본 야구계의 최고상인 쇼리키 마쓰타로상을 수상했으며, 프랑스 야구 국가대표팀의 감독으로 활동하고 있던 1992년에는 일본 야구 명예의 전당에 헌액되었다.

## 상세 정보

### 출신 학교
- 교토 부립 야마시로 고등학교
- 리쓰메이칸 대학(중퇴)

### 선수 경력
- 오사카 타이거스·한신 타이거스(1953년~1969년)

### 지도자 경력
- 한신 타이거스 플레잉 코치(1969년)
- 한신 타이거스 감독(1975년~1977년, 1985년~1987년, 1997년~1998년)
- 프랑스 야구 국가대표팀 감독(1990년~1995년)
- PUC 파리 대학 클럽 감독(1990년~1993년)

### 수상·타이틀 경력

#### 타이틀
- 도루왕: 2회(1954년, 1956년)
- 최다 안타(당시는 타이틀이 아님): 1회(1955년) ※1994년부터 타이틀로 제정됨

#### 수상
- 베스트 나인: 9회(1955년~1960년, 1962년, 1964년, 1965년) ※유격수 부문을 9번 수상한 것은 역대 최다 기록. 6년 연속은 마쓰이 가즈오에 이은 역대 2위, 센트럴 리그 최장수
- 올스타전 MVP: 1회(1956년 2차전)
- 일본 시리즈 감투상: 1회(1962년)
- 일본 시리즈 수위 타자상: 1회(1962년)
- 쇼리키 마쓰타로상: 1회(1985년)
- 넘버 MVP상(1985년)
- 일본 야구 전당 헌액자(1992년)

### 개인 기록

#### 첫 기록
- 첫 출장·첫 안타: 1953년 3월 28일, 대 고쿠테쓰 스왈로스 1차전(고라쿠엔 구장), 7번·유격수로 선발 출장, 3타수 1안타
- 첫 타점: 1953년 4월 16일, 대 요쇼 로빈스 6차전(닛폰 생명 구장)
- 첫 홈런: 1953년 5월 26일, 대 요쇼 로빈스 7차전(니시쿄고쿠), 9회에 간다 마사오로부터

#### 기록 달성 경력
- 통산 1000안타: 1960년 8월 31일, 대 히로시마 카프 23차전(히로시마 시민 구장), 우가리 요시오로부터 ※역대 35번째
- 통산 1000경기 출장: 1961년 4월 12일, 대 히로시마 카프 2차전(한신 고시엔 구장), 1번·유격수로 선발 출장
- 통산 1500안타: 1965년 5월 2일, 대 요미우리 자이언츠 4차전(고라쿠엔 구장)에서 3회에 다카하시 아키라로부터
- 통산 1500경기 출장: 1965년 5월 9일, 대 고쿠테쓰 스왈로스 3차전(한신 고시엔 구장)에서 1번·유격수로 선발 출장
- 통산 2000경기 출장: 1969년 9월 18일, 대 아톰스 23차전(메이지 진구 구장), 9번·2루수로 선발 출장 ※역대 2번째

#### 기타
- 올스타전 출장: 13회(1954년~1966년)

### 등번호
- 23(1953년~1969년) ※1987년부터 한신의 영구 결번으로 제정
- 1(1975년~1977년) ※한신의 역대 감독 중 가장 젊은 등번호. 뉴욕 양키스의 빌리 마틴에 대한 동경에서
- 81(1985년~1987년)
- 83(1997년~1998년)

### 연도별 타격 성적
| 연 도      | 소 속       | 경 기 | 타 석 | 타 수 | 득 점 | 안 타 | 2 루 타 | 3 루 타 | 홈 런 | 루 타 | 타 점 | 도 루 | 도 루 자 | 희 생 번 | 희 생 플 | 볼 넷 | 고 4 | 사 구 | 삼 진 | 병 살 타 | 타 율 | 출 루 율 | 장 타 율 | O P S |
| ---------- | ----------- | ----- | ----- | ----- | ----- | ----- | ------- | ------- | ----- | ----- | ----- | ----- | -------- | -------- | -------- | ----- | ---- | ----- | ----- | -------- | ----- | -------- | -------- | ----- |
| 1953년     | 오사카 한신 | 128   | 492   | 445   | 62    | 119   | 12      | 8       | 2     | 153   | 34    | 22    | 8        | 28       | --       | 18    | --   | 1     | 13    | 13       | .267  | .297     | .344     | .641  |
| 1954년     | 오사카 한신 | 119   | 515   | 432   | 80    | 118   | 16      | 3       | 3     | 149   | 41    | 51    | 13       | 31       | 4        | 46    | --   | 2     | 30    | 15       | .273  | .343     | .345     | .688  |
| 1955년     | 오사카 한신 | 128   | 568   | 523   | 67    | 147   | 24      | 5       | 3     | 190   | 28    | 38    | 20       | 21       | 0        | 20    | 0    | 4     | 23    | 16       | .281  | .313     | .363     | .676  |
| 1956년     | 오사카 한신 | 127   | 547   | 487   | 65    | 141   | 20      | 7       | 8     | 199   | 34    | 50    | 22       | 11       | 2        | 46    | 4    | 1     | 19    | 4        | .290  | .351     | .409     | .759  |
| 1957년     | 오사카 한신 | 111   | 465   | 421   | 60    | 125   | 13      | 5       | 8     | 172   | 32    | 25    | 13       | 3        | 2        | 36    | 6    | 3     | 19    | 5        | .297  | .355     | .409     | .764  |
| 1958년     | 오사카 한신 | 127   | 517   | 455   | 59    | 130   | 17      | 5       | 2     | 163   | 27    | 18    | 10       | 27       | 1        | 32    | 1    | 2     | 13    | 8        | .286  | .335     | .358     | .693  |
| 1959년     | 오사카 한신 | 130   | 522   | 467   | 60    | 127   | 18      | 8       | 5     | 176   | 32    | 13    | 7        | 21       | 1        | 29    | 0    | 4     | 20    | 5        | .272  | .319     | .377     | .696  |
| 1960년     | 오사카 한신 | 126   | 528   | 458   | 60    | 114   | 21      | 9       | 5     | 168   | 24    | 20    | 7        | 22       | 1        | 43    | 3    | 4     | 23    | 11       | .249  | .318     | .367     | .685  |
| 1961년     | 오사카 한신 | 115   | 465   | 412   | 44    | 94    | 13      | 5       | 5     | 132   | 22    | 18    | 5        | 9        | 2        | 39    | 1    | 3     | 20    | 10       | .228  | .298     | .320     | .619  |
| 1962년     | 오사카 한신 | 127   | 527   | 482   | 52    | 126   | 25      | 2       | 3     | 164   | 22    | 22    | 10       | 9        | 1        | 27    | 2    | 8     | 22    | 8        | .261  | .311     | .340     | .651  |
| 1963년     | 오사카 한신 | 120   | 464   | 416   | 50    | 109   | 25      | 4       | 4     | 154   | 31    | 10    | 7        | 4        | 1        | 39    | 4    | 4     | 14    | 1        | .262  | .330     | .370     | .701  |
| 1964년     | 오사카 한신 | 123   | 496   | 434   | 75    | 138   | 20      | 2       | 8     | 186   | 29    | 23    | 7        | 13       | 2        | 36    | 0    | 11    | 17    | 5        | .318  | .383     | .429     | .812  |
| 1965년     | 오사카 한신 | 119   | 435   | 389   | 48    | 103   | 14      | 0       | 4     | 129   | 12    | 20    | 9        | 16       | 0        | 25    | 1    | 5     | 19    | 11       | .265  | .317     | .332     | .649  |
| 1966년     | 오사카 한신 | 103   | 378   | 335   | 39    | 88    | 10      | 3       | 2     | 110   | 20    | 10    | 9        | 11       | 2        | 23    | 1    | 7     | 16    | 6        | .263  | .322     | .328     | .650  |
| 1967년     | 오사카 한신 | 113   | 390   | 351   | 29    | 82    | 7       | 2       | 2     | 99    | 22    | 6     | 10       | 22       | 1        | 13    | 1    | 3     | 20    | 13       | .234  | .266     | .282     | .548  |
| 1968년     | 오사카 한신 | 114   | 357   | 318   | 36    | 73    | 13      | 2       | 2     | 96    | 21    | 3     | 1        | 14       | 1        | 20    | 1    | 4     | 21    | 9        | .230  | .283     | .302     | .585  |
| 1969년     | 오사카 한신 | 77    | 169   | 155   | 14    | 30    | 5       | 0       | 0     | 35    | 3     | 1     | 1        | 2        | 1        | 6     | 0    | 5     | 16    | 4        | .194  | .246     | .226     | .471  |
| 통산: 17년 | 통산: 17년  | 2007  | 7835  | 6980  | 900   | 1864  | 273     | 70      | 66    | 2475  | 434   | 350   | 159      | 264      | 20       | 498   | 25   | 71    | 325   | 144      | .267  | .321     | .355     | .676  |

- 굵은 글씨는 시즌 최고 성적.
- 오사카(오사카 타이거스)는 1961년에 한신(한신 타이거스)으로 구단명을 변경.

### 감독으로서의 팀 성적
| 연도      | 소속      | 순위      | 경기 | 승리 | 패전 | 무승부 | 승률 | 승차                       | 팀 홈런                    | 팀 타율                    | 팀 평균자책점              | 연령                       |
| --------- | --------- | --------- | ---- | ---- | ---- | ------ | ---- | -------------------------- | -------------------------- | -------------------------- | -------------------------- | -------------------------- |
| 1975년    | 한신      | 3위       | 130  | 68   | 55   | 7      | .553 | 6.0                        | 128                        | .252                       | 3.34                       | 42세                       |
| 1976년    | 한신      | 2위       | 130  | 72   | 45   | 13     | .615 | 2.0                        | 193                        | .258                       | 3.54                       | 43세                       |
| 1977년    | 한신      | 4위       | 130  | 55   | 63   | 12     | .466 | 21.5                       | 184                        | .267                       | 4.38                       | 44세                       |
| 1985년    | 한신      | 1위       | 130  | 74   | 49   | 7      | .602 | -                          | 219                        | .285                       | 4.16                       | 52세                       |
| 1986년    | 한신      | 3위       | 130  | 60   | 60   | 10     | .500 | 13.5                       | 184                        | .271                       | 3.69                       | 53세                       |
| 1987년    | 한신      | 6위       | 130  | 41   | 83   | 6      | .331 | 37.5                       | 140                        | .242                       | 4.36                       | 54세                       |
| 1997년    | 한신      | 5위       | 136  | 62   | 73   | 1      | .459 | 21.0                       | 103                        | .244                       | 3.70                       | 64세                       |
| 1998년    | 한신      | 6위       | 135  | 52   | 83   | 0      | .385 | 27.0                       | 86                         | .242                       | 3.95                       | 65세                       |
| 통산: 8년 | 통산: 8년 | 통산: 8년 | 1051 | 484  | 511  | 56     | .486 | A클래스: 4회, B클래스: 4회 | A클래스: 4회, B클래스: 4회 | A클래스: 4회, B클래스: 4회 | A클래스: 4회, B클래스: 4회 | A클래스: 4회, B클래스: 4회 |

- 순위에서 굵은 글씨는 일본 시리즈 우승.

1. 1975년부터 1996년까지는 130경기제.
2. 1997년부터 2000년까지는 135경기제.

## 저서
- 《한신 타이거스》(신초 신쇼, 2003년) ISBN 978-4-10-610031-4
- 《우시와카마루의 이력서》(니혼케이자이 신문사, 2009년) - 니혼케이자이 신문에 연재된 ‘나의 이력서’에 재구성한 내용.

그 외 다수.